# Claus Elßmann
Claus Elßmann (* 8. Juli 1968 in Bayreuth) ist ein deutscher TV-Autor, TV-Regisseur und TV-Produzent.

## Leben
Elßmann, der ab dem Alter von fünf Jahren in Pegnitz aufwuchs, ist Absolvent der Münchner Schauspielschule Zerboni. Für die Abschlussarbeit schrieb er das Drehbuch Seelen unter Eis nach einer Vorlage von Franz Kafkas Roman Das Schloß. Im Anschluss wirkte er als Schauspieler in kleineren Nebenrollen in TV-Serien und Spielfilmen, u. a. in Polizeiinspektion 1, Forsthaus Falkenau und Sturm der Liebe, mit. In der Spielzeit 1988/89 war er am Kölner Theater am Dom engagiert. Zudem war er am St. Pauli Theater in Hamburg verpflichtet und war 1989 über ein Jahr auf Theatertournee in Deutschland, Österreich und der Schweiz.
1990 gründete er in München die Neue Pallas Film GmbH. Im selben Jahr produzierte er ein TV-Porträt über den FC Bayern München für die Adam Opel AG. Von 1992 bis 1995 produzierte er Formate für Tele 5 und den Sport 1-Vorgänger DSF. 1997 moderierte er die Late-Night-Sendung 089 beim Sender München TV. Zwischen 2000 und 2003 produzierte er über 150 Folgen der Doku-Reihe Abenteuer & Reisen TV für den Sender n-tv. 2008 produzierte er für den Sender N24 die Reihe Gourmet-Safari mit Moderator Marcel Reif. Von 2009 bis 2014 belieferte er die Formate VOX Prominent, sowie RTL Exclusiv mit VIP-Reportagen aus aller Welt, u. a. mit einer Reportage mit Sandy Meyer-Wölden in New York. Ab 2014 realisierte er die TV-Reihe So schmeckt die Welt. Elßmann war außerdem Regisseur der aus vier Staffeln bestehenden TV-Reisedokumentation Entdecke die Welt mit Eva Habermann.
2017 moderierte er für den Sender München TV die Reihe Der Flaneur. Im gleichen Jahr realisierte er im Auftrag von ZDFaspekte eine Exklusiv-Reportage über den Kunstschatz von Farah Diba in Teheran. Ab 2019 produzierte er regelmäßig Reportagen für die ZDF-Sportreportage u. a. über einen geheimen Boxclub von Juden und Arabern in Jerusalem. 2021 gründete er seinen eigenen TV-Kanal „DOKU“ auf den Plattformen Joyn, Waipu TV, Rlaxx TV, Prime Video, YouTube.  2021 wurde Claus Elßmann für seine Sizilien-Dokumentation von der Jury des Premio Enit mit einem Preis für das beste „Reisefeature TV“ ausgezeichnet. Für den ORF gestaltete Elßmann 2022 die Dokumentation Was wir uns den Skisport kosten lassen. Im Februar 2025 wurde Elßmanns Dokumentation Alpine de luxe – Skisport nur für Reiche? auf 3sat erstausgestrahlt.
Claus Elßmann ist Mitglied im PresseClub München.